# Audi R8C
L'Audi R8C è una vettura sport prototipo da competizione costruita dall'Audi seguendo i regolamenti ACO categoria LMGTP, per gareggiare nella 24 Ore di Le Mans e nel campionato LMS.

## Descrizione e tecnica
A differenza della R8R, per la quale Audi si era rivolta alla Dallara, per la R8C invece affidata alla Racing Technology Norfolk (RTN) il compito di progettare e sviluppare la vettura. RTN ha assegnato il compito a Peter Elleray, mentre Tony Southgate è stato consulente del progetto.
La R8C e la R8R utilizzano entrambe lo stesso motore V8 biturbo da 600 CV (450 kW) da 3,6 litri, ma sono radicalmente diverse dal punto di vista sia di telaio che di carrozzeria e aerodinamica. Mentre l'R8R ha un gran numero di prese d'aria posizionate sul frontale, la maggior parte delle prese e sfoghi d'aria sull'R8C sono posizionati lateralmente. La R8C ha anche passaruota più sottili, in parte a causa del regolamento LMGTP dell'epoca che stabilivano che le vetture omologate LMGTP utilizzassero pneumatici più sottili rispetto alle vetture LMP900 (come la R8R) per compensare la migliore efficienza aerodinamica e velocità massima dell'LMGTP. Inoltre, l'interno dei passaruota anteriori della R8C sono aperti, in modo tale che l'aria non si accumuli nei passaruota e per favorire il raffreddamento dei freni. Come la maggior parte delle vetture LMGTP contemporanee di fine anno 90, l'abitacolo è lungo con un'inclinazione graduale per massimizzare l'efficienza aerodinamica. Tuttavia, l'altezza minima del tetto come da regolamento è stata raggiunta con l'utilizzo di gobbe rialzate sopra la testa del pilota, in modo tale che si creei una depressione al centro del tetto per consentire a più aria di raggiungere l'ala posteriore. La parte posteriore dell'auto presenta una coda squadrata e smussata rispetto alla R8R ed è anche più lunga per massimizzare l'aerodinamica.

## Attività sportiva
A differenza della R8R, che ha completato il programma di test completo, la R8C è stata ultimata in ritardo e ha avuto pochissimo tempo per i collaudi prima dei test della 24 Ore di Le Mans a maggio 1999. Le R8C erano in grado di raggiungere velocità fino a 350 km/h sul rettilineo di Mulsanne, ma mancava di stabilità nella guida e quindi penalizzate nel tempo sul giro. Le R8C ottennero in qualifica ventiduesimo e il ventottesimo tempo. Molti dei problemi delle R8C derivavano dall'instabilità aerodinamica che, oltre a creare difficoltà di manovrabilità, causava un accumulo di aria sotto il cofano motore. Questo problema ha causato la perdita del cofano motore posteriore in diverse occasioni durante la gara.
La Audi Sport UK, a cui era stata affidata la gestione della vettura, non era stata in grado di migliorare significativamente le R8C nel mese tra i test pre gara e la gara effettiva. Durante la gara, le R8C hanno avuto numerosi problemi al cambio, con la vettura n. 9 che è stato costretto al ritiro dopo 55 giri per problemi al cambio, stessa sorte subita dalla vettura n. 10 a cui a causa della rottura del cambio dopo la metà di gara al giro 198, è stata costretta al ritiro. 
Dopo Le Mans, Audi ha deciso che si sarebbe concentrata solo su uno dei due progetti R8R e R8C. Le pessime prestazioni della R8C ha portato Audi a concentrarsi sullo sviluppo della R8R.
Tuttavia l'Audi sarebbe tornata nella classe LMGTP nel 2001 con la Bentley EXP Speed 8, che riprendeva numerosi elementi della R8C.
Sono state costruite solo due R8C, con numero di telaio n. 101 (auto n. 10) e n. 102 (auto n. 9).